# Piloerección

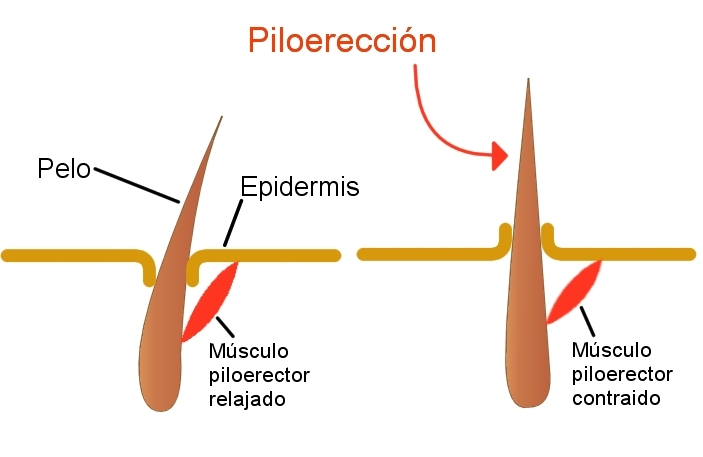

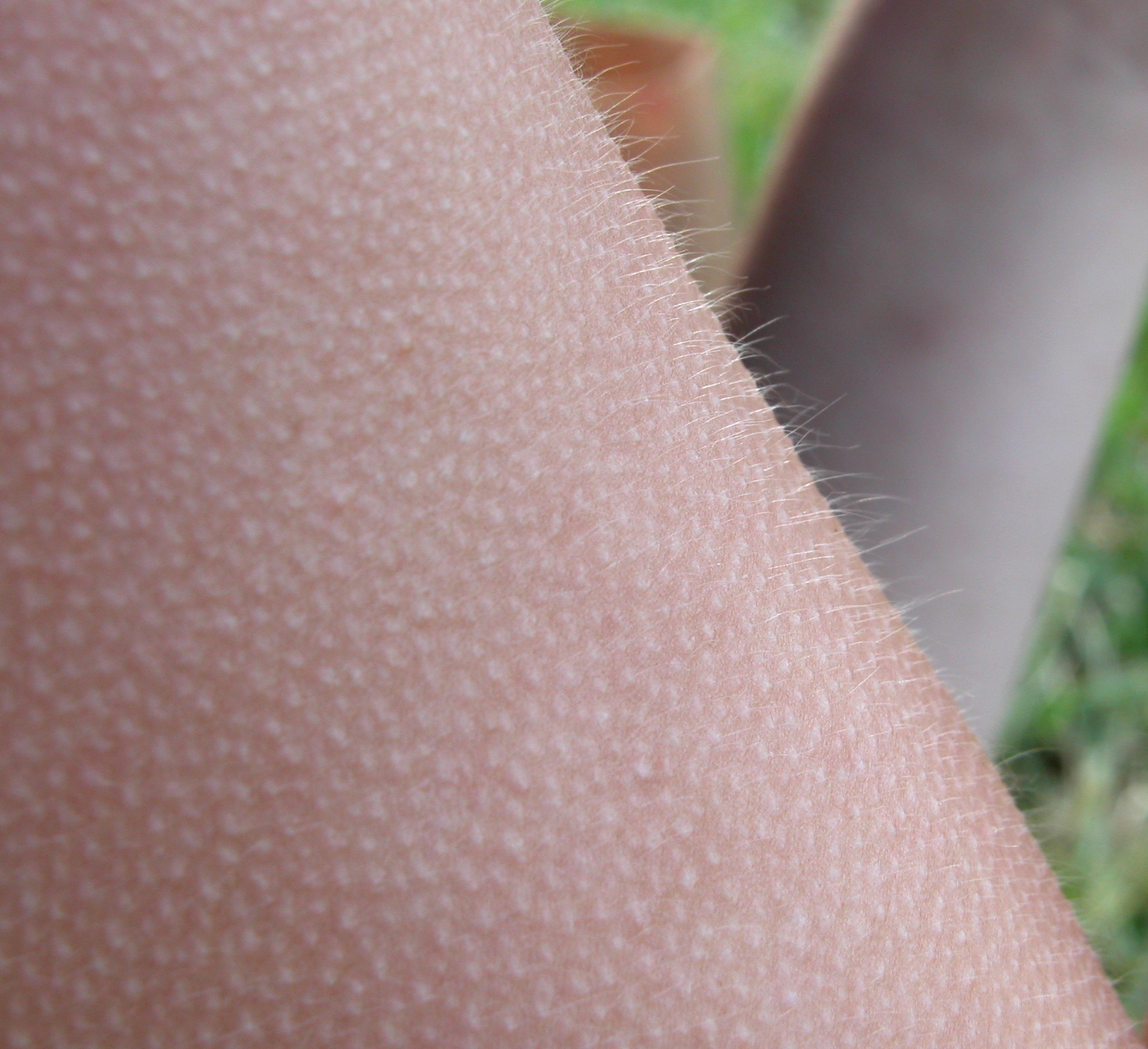

La piloerección, erización, o erizamiento, (coloquialmente piel de gallina o carne de gallina) hace referencia al fenómeno de contracción involuntaria de los músculos erectores del pelo que provoca que el vello se erice y la piel adopte un aspecto característico con pequeñas protuberancias. Este fenómeno fisiológico involuntario se desencadena por activación del sistema nervioso simpático ante situaciones de frío o emociones intensas. El término médico para el efecto es cutis anserina.
La formación de la piel de gallina en humanos se considera un reflejo vestigial que no cumple ninguna función fisiológica.  Su función primitiva, aún presente en otros mamíferos, sería aumentar la cantidad de aire atrapado en el pelaje para hacerlo más aislante o aumentar el volumen del cuerpo como estrategia defensiva frente a depredadores. El reflejo de producir la piel de gallina se conoce como piloerección o reflejo pilomotor. Ocurre en muchos mamíferos además de los humanos; un ejemplo destacado son los puercoespines, que levantan sus púas cuando están amenazados, las nutrias marinas cuando se encuentran con tiburones u otros depredadores y los gatos que erizan su cola cuando detectan una situación de peligro potencial.

## Anatomía y biología

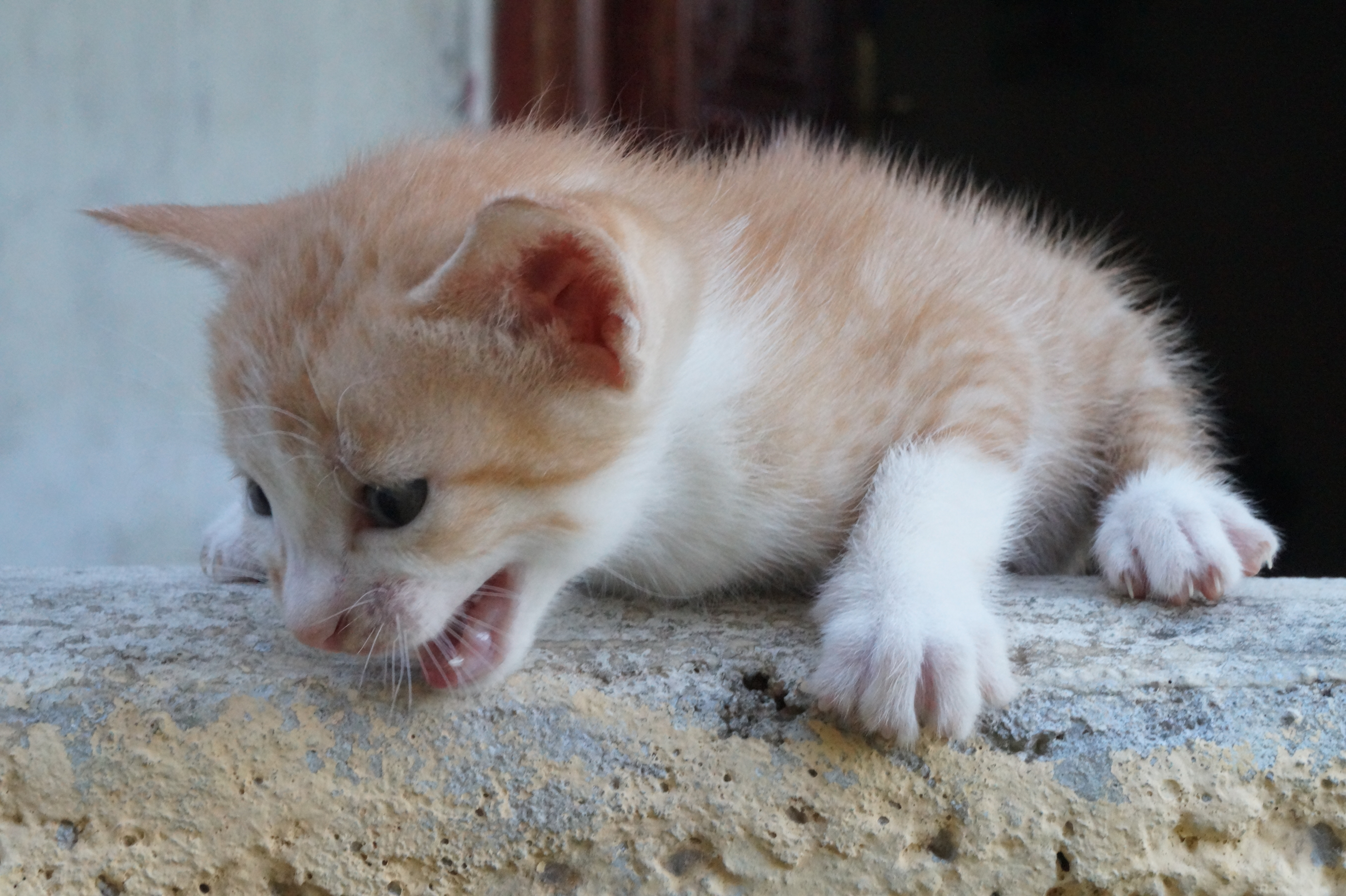
La piel de gallina en el gato debido al miedo a la altura.

Puercoespín erizando sus púas.

La piel de gallina se crea cuando pequeños músculos en la base de cada pelo, conocidos como arrector pili, se contraen y tiran del cabello hacia arriba. El reflejo es iniciado por el sistema nervioso simpático, que es responsable de muchas respuestas de lucha o huida. Las células musculares conectadas al folículo piloso se han visualizado mediante inmunofluorescencia de actina.
Como respuesta al frío: en los animales cubiertos de pelo o piel, los pelos erectos atrapan el aire para crear una capa de aislamiento. La piel de gallina también puede ser una respuesta a la ira o el miedo: los pelos erectos hacen que el animal parezca más grande, con el fin de intimidar a los enemigos. Esto se puede observar en las exhibiciones de intimidación de los chimpancés, algunos monos del Nuevo Mundo como el tití de algodón, en ratones  y ratas estresados y en gatos asustados. 
En los humanos, la piel de gallina es más fuerte en los antebrazos, pero también ocurre en las piernas, el cuello y otras áreas de la piel que tienen pelo. En algunas personas, incluso ocurren en la cara o en la cabeza.
La piloerección es también un síntoma clásico de algunas enfermedades, como la epilepsia del lóbulo temporal, algunos tumores cerebrales y la hiperreflexia autonómica. La piel de gallina también puede ser causada por la retirada de los opiáceos como la heroína. Una afección de la piel que imita la piel de gallina en apariencia es la queratosis pilaris.